# هضبة درو
 هضبة درو  (بالفارسية: پر درو Pare droo )
بفتح الهاء والضاد، والباء، وضم الدال والراء، قرية صغيرة تقع أسفل هضبة بارو تتبع ناحية كوخرد ( بالفارسية: بخش كوخرد ) من توابع مدينة بستك في محافظة هرمزگان في جنوب إيران. هي قرية صغيرة تقع اسفل « پر درو »، مطلة على وادي درو من جهة الغرب.قرية جبلية معزولة يتم التنقل منها واليها بواسطة الدواب. ابو إسحاق الحويني ض

## حدود هضبة درو
من الشمال: جبل هضبة « پر درو » ومن خلفها سلسلة جبال الناخ، ومن الجنوب طريق قرية لاور شيخ وبار ترك، ومن الغرب قرية بارو، ومن الشرق تنتهي بــ وادي درو.

## السكان
يبلغ عدد سكانها حوالي 35 شخص من أهل السنة والجماعة وعلى المذهب الشافعي. يتكلمون الفارسية باللهجة المحلية، بها مسجد، وبركة واحدة لحفظ مياه الأمطار، وبعض الأراضي الزراعية البسيطة، وبعض السبخات(1)، وبعض أشجار السدر(2)، يستظلون بها، يعتمدون على الزراعة وتربية المواشي والأغنام. ويجلبون الحطب من الجبال المحيطة بهم، وكذلك الأعشاب الطبية الموجودة على سفح الجبل وبيعها في القرى المجاورة لهم.
- 1.  السبخة:  أو  السبخات:  الأرض ذات الملح والنزأى التي لاتصلح للزراعة.
  2.  السدر:  أو  السدرة:  شجرة النبق، وقد ورد ذكرها في القرآن الكريم.

## وصلات خارجية
- الادارية لمحافظة هرمزگان
- الادارية لمحافظة هرمزگان (بلده كوخرد)